# Maison Drouin
Vous lisez un « bon article » labellisé en 2020.
Pour les articles homonymes, voir Drouin.
La maison Drouin (aussi connue sous le nom maison Cyril-Drouin) est une maison de ferme située dans un milieu rural à Sainte-Famille-de-l'Île-d'Orléans au Québec (Canada). Elle a été construite entre 1729 et 1730 puis rallongée entre 1734 et 1736. Elle est l'une des plus vieilles maisons de l'île d'Orléans, et elle a conservé au fil du temps de nombreuses caractéristiques d'origine, n'ayant connu que des changements mineurs depuis son agrandissement. Elle est un bon témoin du mode de vie au Québec d'avant la révolution industrielle.
Elle est construite par la famille Canac dit Marquis qui la conserve jusqu'en 1872, où elle passe entre les mains de la famille Drouin. Elle est achetée par la Fondation François-Lamy en 1996, un organisme voué à la conservation du patrimoine de l'Île d'Orléans. Elle a depuis été convertie en centre d'interprétation historique de l'île d'Orléans et ouverte au public. Elle est classée comme immeuble patrimonial par le ministre de la Culture et des Communications en 2010 et fait partie du site patrimonial de l'Île-d'Orléans.

## Localisation
La maison Drouin se situe au 2958, chemin Royal à Sainte-Famille-de-l'Île-d'Orléans dans un secteur rural, près de la limite avec Saint-François-de-l'Île-d'Orléans,.
La maison est située en bordure de la voie publique sur un terrain relativement plat et peuplé d'arbres matures. Elle a une vue sur le chenal de l'Île d'Orléans et Sainte-Anne-de-Beaupré, qui est de l'autre côté du chenal. Elle fait partie du site patrimonial de l'Île-d'Orléans, déclaré en 1970 par le gouvernement du Québec.

## Histoire

### Famille Baucher dit Morency (1666–1727)
René Baucher dit Morency est le premier à acquérir la terre où se situe la Maison Drouin. Il est né vers 1646 dans la paroisse de Saint-Martin de Montmorency en France. Il est le frère de Guillaume Baucher dit Morency, établi à Sainte-Famille-de-l'Île-d'Orléans en 1656 et ancêtre des familles Morency du Québec.
L'arrivée présumée de René en Nouvelle-France est toutefois plus tardive. En effet, on ne trouve pas de mention de ce dernier en Amérique avant le 8 janvier 1666, date de son mariage avec sa première femme Adrienne Grandjean. Un mois après son union, le 10 février 1666, René Baucher signe un acte avec Marie-Barbe de Boulongne, la veuve de Louis d'Ailleboust, seigneur d'Argentenay, qui lui concède une terre de trois arpents de front sur le fleuve Saint-Laurent et s'étendant jusqu'au centre de l'Île. Il s'agit de la terre où se situe aujourd'hui la Maison Drouin. À cause d'une méconnaissance des limites exactes de son fief qui correspond, grosso modo, à la partie nord de la municipalité actuelle de Saint-François, Mme de Boulongne aurait remis à René Baucher une terre de Sainte-Famille.
À l'époque, les censitaires ont l'obligation de tenir feu et lieu sur les terres qui leur sont concédées. Cependant, tout laisse croire que René Baucher ne tient jamais cet engagement. Dès le recensement suivant la concession, la terre est mise en valeur et le 5 octobre 1678, un marché est conclu entre Baucher et Nicolas Menanteau pour faire défricher et ensemencer un arpent sur sa terre pour le prix de 30 livres. Finalement, Baucher bouge beaucoup. En tant que marchand, il parcourt la région de long en large et finit par s'établir à Terre-Neuve où l'on perd sa trace. À sa mort, sa terre est remise à son fils Jacques ainsi qu'à sa veuve Marie-Madeleine Trumel. Ceux-ci cèdent leurs parts respectives au nouveau mari de Trumel, Michel Balan dit Lacombe. Il possède la terre jusqu'au 31 juillet 1727 lorsqu'il la vend à Marc-Antoine Canac dit Marquis, un major de milice établi à Sainte-Famille.

### Famille Canac dit Marquis (1727–1872)
Marc-Antoine Canac dit Marquis acquiert la terre afin d'y installer son fils François. C'est vraisemblablement ce dernier qui, peu après 1729, fait ériger le premier carré de la maison Drouin, correspondant à la partie est. En fait, la datation du bois de la maison situe une coupe à l'hiver 1729. À la suite d'un contrat d'échange entre François Canac et son frère Jean-Baptiste, ce dernier devient propriétaire du terrain et du bâtiment en 1734. Il y emménage avec sa femme Marguerite Drouin, et agrandit la demeure vers l'ouest, probablement la même année. Sa famille ainsi que ses descendants occupent la terre jusqu'en 1861. En tout, quatre générations de Canac se succèdent dans la Maison. À la mort de Jean-Baptiste, la succession désigne son fils, prénommé Jean-Baptiste lui aussi, qui emménage avec son épouse Judith Pépin dit Lachance. Par la suite, c’est leur fils Jean qui prend le relais. Il habite la maison avec sa femme Marie Lepage. Enfin, Jean-Marie Canac, fils de Jean, prend possession de la maison. Ce dernier emménage en 1823 avec sa femme Marie-Thérèse Deblois ; il est le dernier de sa lignée à occuper la terre.
À la suite d'une poursuite en justice intentée par une nièce et deux neveux dont il avait la tutelle, Jean-Marie Canac dit Marquis se voit forcé de quitter la terre et la maison. Ces derniers convainquent le juge Andrew Stuart que leur oncle a exploité un jardin inscrit sur leur héritage sans autorisation. Ils obtiennent deux cents piastres en réparation. Ruiné, Jean-Marie cède alors la maison à son frère François Canac-Marquis. Le sexagénaire décide, un an après la mort de sa précédente épouse, de repartir en ménage : il se marie avec Marie-Luce Foucher, agée de 33 ans. Ils ont cinq enfants qui seront les derniers Canac à naître dans la Maison. François Canac demeure propriétaire de la maison jusqu'à sa vente à Élie Drouin en 1872.

### Famille Drouin (1872–1996)

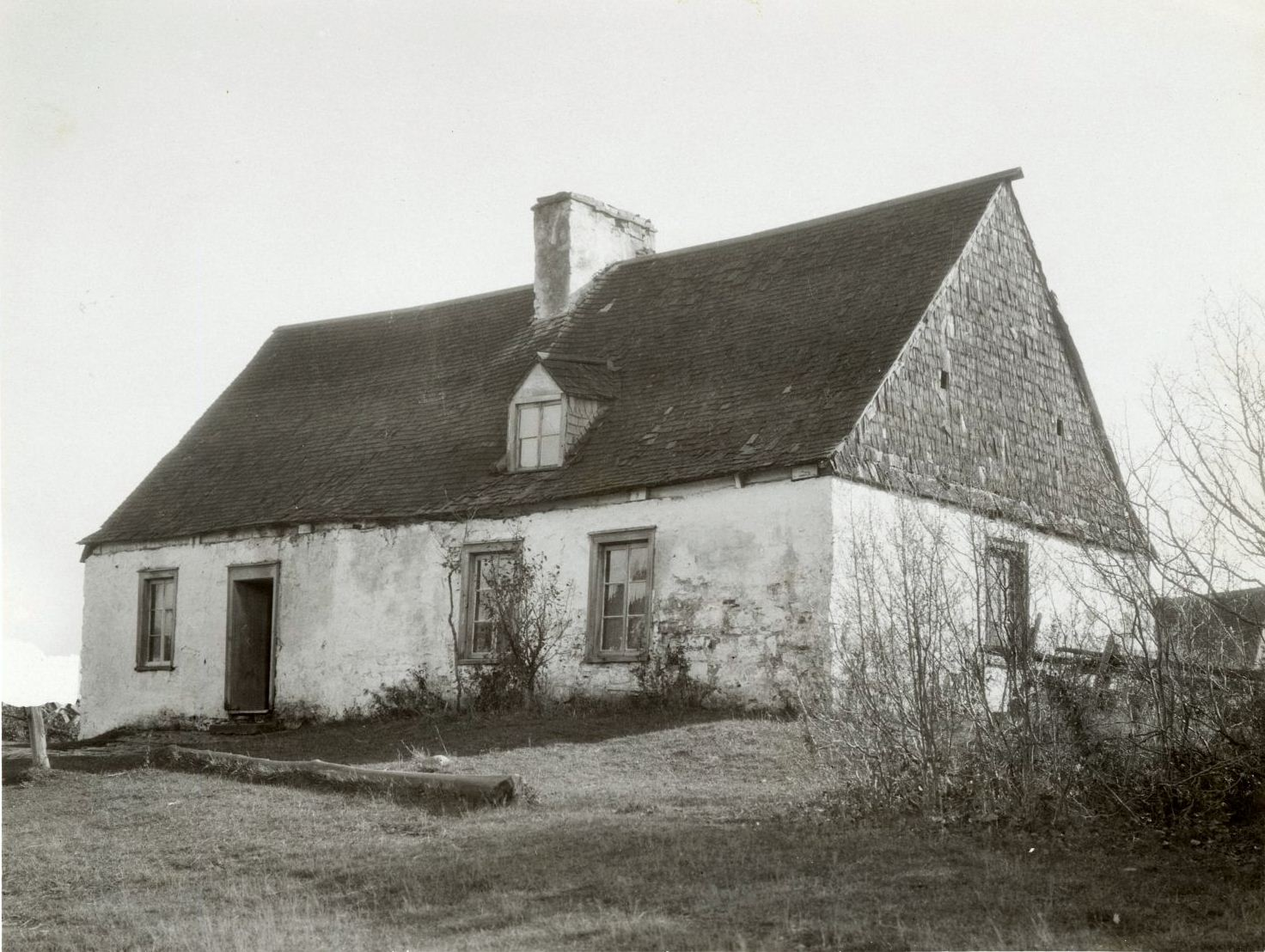
La Maison Drouin en 1925.

Élie Drouin, un forgeron, acquiert l'immeuble alors qu'il est âgé de 43 ans. Le premier Drouin à posséder la maison est très proche de la famille Canac. En effet, deux de ses frères ont épousé des filles de Jean-Marie, et sa propre épouse, Marie Deblois, est la nièce du couple. Il acquiert la maison et s'y établit jusqu'à sa mort en 1902. Le futur des Drouin sur la terre est assuré par Cyrille, fils d'Élie, qui achète la maison de son père afin de sortir ce dernier d'un mauvais pas financier. Cyrille Drouin épouse Eulalie Asselin en 1902, et le couple donne naissance aux derniers enfants Drouin nés sur la terre : Cyrille fils, Maria et Élie.
À la mort de Cyrille père, la terre est donnée à son fils Élie qui, l'année de son mariage, décide de la céder à sa sœur Maria, et de partir à Montréal avec son épouse Jeannine Létourneau. Maria reste donc dans la maison familiale en compagnie de son frère Cyrille. L'électricité y est installée vers 1946 pour alimenter quelques prises et des ampoules. Tous deux demeurent célibataires et prennent soin de la maison, Maria jusqu'à sa mort en 1977 et Cyrille jusqu'à son départ pour une maison de retraite en 1984. En 1990, Cyrille meurt, de même que son frère Élie. La succession revient à Jeannine Létourneau ainsi qu'à ses filles Sylvie et Linda. Le toit en bardeau est remplacé en 1990 par une toit en tôle pour corriger un problème d'infiltration d'eau.

### Fondation François-Lamy (1996–aujourd'hui)

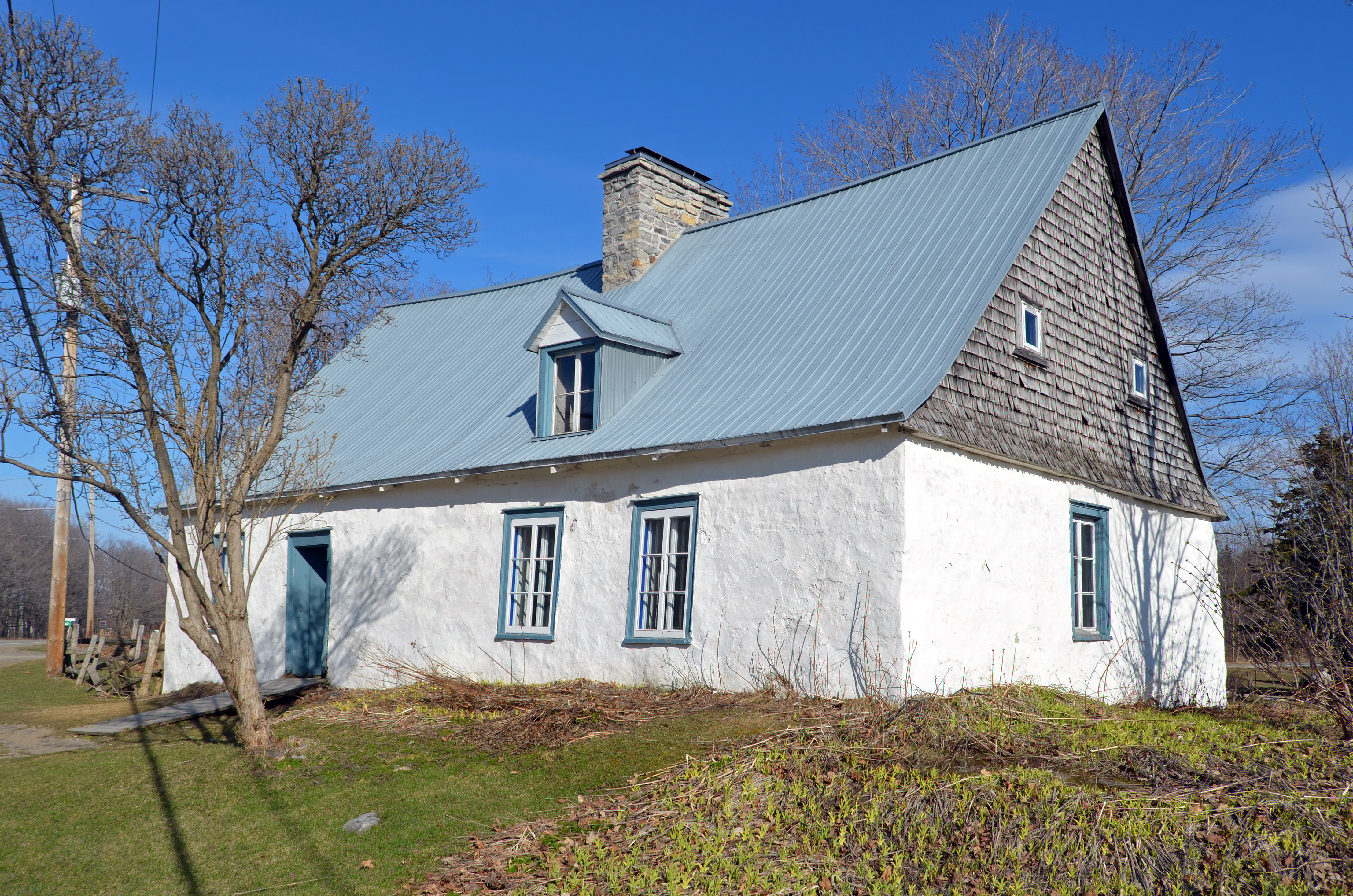
La maison Drouin après sa restauration de 2010.

La Fondation François-Lamy est un organisme à but non-lucratif basé à Sainte-Famille-de-l'Île-d'Orléans. Créée en 1978 par Georges-Henri Blouin, Pascal Poulin et le curé Bertrand Fournier, sa mission est de préserver et de diffuser le patrimoine de l'île. La sonnette d'alarme étant déclenchée par plusieurs historiens et amoureux du patrimoine sur le fait que la maison Drouin était mise en vente, la Fondation décide de demander une aide du ministère de la Culture et des Communications du Québec afin de l'acquérir. Le tout est officialisé en 1996 et, l'année suivante, la maison est ouverte aux visiteurs,. En 2001, la fondation restaure le mur de la partie sud-est et réalise la réfection de la voûte du four à pain. Elle ajoute une forge et des latrines derrière la maison en 2003.
L'immeuble fait l'objet d'un classement patrimonial le 11 février 2010 par la ministre de la Culture et des Communications. En 2010, un vaste chantier de restauration est entrepris. Plutôt que de privilégier une approche stylistique qui aurait figé la maison à une époque précise, les responsables ont décidé de préserver les différentes traces de l'évolution du bâtiment. Le contrat de restauration est donné à Isabelle Paradis et Gina Garcia, du Centre de conservation du Québec, en collaboration avec Michel Boudreau, architecte spécialisé en restauration du patrimoine. La chargée de projet fut l'architecte Marie-Josée Deschênes. La toiture en tôle est remplacée par un bardeau de cèdre. La population locale souhaite que l'intérieur de la maison soit préservé. On opte donc pour restaurer le fini intérieur de la maison et pour conserver la patine et l'usure des finis plutôt que de repeindre. On opte aussi pour conserver les fenêtres à battant et à grand carreau du début du XXe siècle plutôt que de revenir aux petits carreaux en usage au XVIIIe siècle.

## Architecture
La maison Drouin, l'un des plus anciens bâtiments subsistants de l'île d'Orléans, est un exemple probant de l'architecture du régime français. Cette architecture, souvent qualifiée « d'esprit français », devrait, selon des experts comme Gérard Morisset, plutôt être qualifiée de « romane d'Europe septentrionale ». Elle est un bon témoin du mode de vie rural au Québec d'avant la révolution industrielle.
La maison est de plan rectangulaire avec un faible dégagement par rapport au sol. Les murs sont faits de pierre enduite de crépi. Son toit à deux versants aux larmiers légèrement retroussés est recouvert d'un bardeau de bois. Il est surmonté d'une cheminée en pierre et est percé d'une lucarne à pignon. La disposition centrale de la cheminée, fréquente dans la région de Québec, indique un agrandissement longitudinal de la maison. Les fenêtres et les portes, qui sont peu nombreuses, sont disposées de manière asymétrique. Les fenêtres à battant sont composées de moyens et de grands carreaux.
Le rez-de-chaussée est divisé par un mur de pierre qui définit deux zones d'habitation. Le reste des pièces est séparé soit par des cloisons de larges planches embouvetées et à rainure, soit par des cloisons de lattes plâtrées. La plus ancienne des pièces comprend un foyer et un four à pain dont le tuyau de chaleur communique avec la cheminée. Les planchers sont recouverts de larges planches. Une trappe dans le plancher permet l'accès à la cave et un escalier de meunier mène au grenier. Une pièce fermée percée d'une petite fenêtre en façade sud marque la présence d'une laiterie intérieure. Des analyses de dendrochronologie prouvent d'ailleurs que le bois des planchers a été coupé à l'hiver 1729.
Les poutres du plafond, apparentes, sont grossièrement équarries dans la partie est tandis que dans la partie ouest, leurs arêtes sont finies en quart-de-rond. Le salon et la cuisine sont situés dans la partie est de la maison. Ces pièces, comprenant des niches avec statuette, sont décorées avec plus de soin que les autres. Les chambres sont situées dans la partie ouest. Le comble sert de chambre à coucher pour les enfants dans la partie ouest et d'entreposage dans la partie est. La chambre du comble était condamnée durant l'hiver, n'étant pas isolée. La maison ne possède qu'une installation électrique rudimentaire, composée de l'éclairage et de quelques prises électriques. Elle ne possède aucun équipement sanitaire. L'intérieur, qui n'a connu que peu de modifications depuis la construction et l'agrandissement de la maison, a conservé une grande intégrité.

## Tourisme
La maison Drouin est ouverte au public de la mi-juin à la mi-octobre. La fondation François-Lamy organise des visites guidées ; il est aussi possible de faire une visite assisté d'une tablette qui présente la maison et ses divers occupants à partir de 27 capsules vidéo.

### Filmographie
- Feu et lieu : La restauration de la Maison Drouin, Francis Lauzon, Solstice/Audiovisuel, 2014, 29 min 42